# NGC 6252
NGC 6252 ist eine Spiralgalaxie vom Hubble-Typ S im Sternbild Kleiner Bär am Nordsternhimmel. Sie ist schätzungsweise 295 Millionen Lichtjahre von der Milchstraße entfernt.
Entdeckt wurde das Objekt am 1. Januar 1802 von William Herschel.